# Oliver Strohmaier
Oliver Strohmaier (2 gennaio 1968) è un ex saltatore con gli sci austriaco.

## Biografia
In Coppa del Mondo esordì il 6 gennaio 1986 a Bischofshofen (83°) e ottenne l'unico podio il 18 marzo 1988 a Meldal (2°).
In carriera prese parte a un'edizione dei Campionati mondiali, Oberstdorf 1987 (21° nel trampolino normale).

## Palmarès

### Coppa del Mondo
- Miglior piazzamento in classifica generale: 21º nel 1987
- 1 podio (individuale):
  - 1 secondo posto